# Balduin Kusbock
Balduin Kusbock (* 1892; † 25. Januar 1933 in Tartu) war ein estnischer Regisseur, Schauspieler und Produzent. Er gilt als Pionier der estnischen Filmgeschichte.

## Leben und Werk
Balduin Kusbock wurde 1892 geboren. Er studierte in Frankreich und Deutschland.
Kusbock war in Estland als Schauspieler und Regisseur tätig. Als Gastregisseur am Theater Vanemuine in Tartu inszenierte er erfolgreich unter anderem Gerhart Hauptmanns Drama Die versunkene Glocke. Ab 1925 gehörte ihm ein eigenes Studiotheater in der zweitgrößten estnischen Stadt.
Kusbock war daneben bei der Tartuer Filmproduktionsfirma Taara-Film engagiert. Er gilt als einer der estnischen Filmpioniere.
Kusbock führte 1925 bei einem der ersten estnischen Spielfilme, dem Stummfilm Esimese öö õigus (zu deutsch Das Recht der ersten Nacht), Regie und schrieb das Drehbuch. Dem Drama war allerdings eher wenig Erfolg beschieden. 1930 drehte Kusbock seinen (wahrscheinlich) zweiten Stummfilm, Pühapäevakütid (zu deutsch „Die Sonntagsjäger“). Die Komödie wurde in Estland wegen Jugendgefährdung mit einem Aufführungsverbot belegt. Beide Filme gelten als verschollen.
Balduin Kusbock kämpfte zeitlebens mit einem Alkoholproblem. Er starb 1933 im Alter von vierzig Jahren in der Nervenklinik der Universität Tartu.

## Würdigung
Balduin Kusbock war im Kulturleben seiner Zeit ein umstrittener Filmvisionär. Er propagierte das Kino als die Darstellungsform der Zukunft. In der estnischen Zeitschrift Filmileht schrieb er 1927 als eine Art Manifest:

„Wahrlich, das ist der Fortschritt, der das Kino an die Stelle des Theaters rückt. [...] Das Theater ist für das Temperament unserer Zeit zu langsam geblieben.“